# Raphael Riva
Raphael Riva ou Raphael Ripa (falecido em 1611) foi um prelado católico romano que serviu como bispo de Chioggia de 1610 a 1611 e bispo de Korčula de 1605 a 1610.

## Biografia
Raphael Riva foi ordenado sacerdote na Ordem dos Pregadores. No dia 12 de setembro de 1605, foi nomeado bispo de Korčula durante o papado de Paulo V. A 24 de novembro de 1610, foi nomeado bispo de Chioggia por Paulo V, onde serviu como bispo até à sua morte em 1611.